# I Marbella Open
L'I Marbella Open è stato un torneo professionistico di tennis giocato su campi in terra rossa. Faceva parte dell'ATP Challenger Tour e la sua unica edizione si è giocata nel 2012 a Marbella in Spagna.

## Albo d'oro

### Singolare
| Anno | Campione        | Finalista               | Punteggio     |
| ---- | --------------- | ----------------------- | ------------- |
| 2012 | Albert Montañés | Daniel Muñoz de la Nava | 3–6, 6–2, 6–3 |

### Doppio
| Anno | Campioni                     | Finalisti                              | Punteggio |
| ---- | ---------------------------- | -------------------------------------- | --------- |
| 2012 | Andrej Kuznecov Javier Martí | Emilio Benfele Álvarez Adelchi Virgili | 6–3, 6–3  |